# 2186 Keldysh
2186 Keldysh (1973 SQ4) là một tiểu hành tinh vành đai chính được phát hiện ngày 27 tháng 9 năm 1973 bởi L. I. Chernykh ở Đài vật lý thiên văn Crimean.